# Vrij verkeer van werknemers binnen de Europese Unie
Het vrij verkeer van werknemers is een kernvrijheid van de Europese Unie. Het maakt deel uit van het vrij personenverkeer en is ook een van de vier economische vrijheden: vrij verkeer van goederen, diensten, arbeid en kapitaal. Artikel 45 VWEU (ex 39 en 48) bepaalt:
1. Het vrije verkeer van werknemers wordt binnen de Gemeenschap gewaarborgd.
2. Een dergelijk vrij verkeer houdt de afschaffing in van elke discriminatie op grond van nationaliteit tussen werknemers van de lidstaten op het gebied van werkgelegenheid, beloning en andere arbeidsvoorwaarden en werkgelegenheid.
3. Het recht houdt in, behoudens beperkingen die gerechtvaardigd zijn uit hoofde van openbare orde, openbare veiligheid of volksgezondheid:
a. Om aangeboden werkaanbiedingen te accepteren
b. Zich voor dit doel vrij te verplaatsen binnen het grondgebied van de lidstaten
c. In een lidstaat verblijven met het oog op een dienstbetrekking overeenkomstig de bepalingen betreffende het dienstverband van de onderdanen van die staat, vastgesteld bij wet, regelgevende- of administratieve handeling
d. Op het grondgebied van een lidstaat te blijven nadat zij in die staat zijn tewerkgesteld, onder voorwaarden die moeten worden vastgelegd in uitvoeringsverordeningen die door de Commissie moeten worden opgesteld

## Geschiedenis
Na de Tweede Wereldoorlog kampten veel West-Europese landen met een bevolkingsoverschot, terwijl andere een tekort aan arbeidskrachten hadden. Onder impuls van het Amerikaanse Marshallplan werd in het oprichtingsverdrag van de Organisatie voor Europese Economische Samenwerking (OEES) een bepaling opgenomen die migratie van werknemers faciliteerde, zij het niet als een afdwingbaar recht (artikel 8). Het was Italië dat erop had aangedrongen, en in 1951 zorgde hetzelfde land ervoor dat een hoofdstuk over migratie van werknemers werd opgenomen in het Verdrag tot oprichting van de Europese Gemeenschap voor Kolen en Staal (EGKS). Door terughoudendheid van de andere vijf lidstaten was dit beperkt tot geschoolde steenkool- en staalarbeiders. De Noorse landen (1954) en de Benelux (1960) waagden zich verder. In 1957 werd het vrij verkeer van werknemers opgenomen in het Verdrag tot oprichting van de Europese Economische Gemeenschap (EEG). De overgangstermijn van maximum twaalf jaar zorgde voor een geleidelijke invoering. De eerste maatregelen werden aangenomen in verordeningen van 1961 en 1964, maar de beslissende stap werd in 1968 gezet met verordening 1612/68. In 2004 werd het vrij verkeer van werknemers uitgewerkt in richtlijn 2004/38/EG, als onderdeel van een coherente regeling van het recht van vrij verkeer en verblijf. Zeven jaar later werd het vrij werknemersverkeer toch weer afzonderlijk geregeld in verordening 492/2011.

## Voetnoten
1. ↑  Tom Naegels, Nieuw België, 1944-1978. Een migratiegeschiedenis, 2021, p. 81-87